# جورج شارب (لاعب كرة قدم)
جورج شارب (بالإنجليزية: George Sharpe)‏ (2 سبتمبر 1912 بيورك في المملكة المتحدة - 21 يناير 1984 بيورك في المملكة المتحدة) هو لاعب كرة قدم بريطاني (وحمل سابقاً جنسية المملكة المتحدة لبريطانيا العظمى وأيرلندا) في مركز الهجوم. لعب مع نادي يورك سيتي وسيلبي تاون ‏.